# نضحة

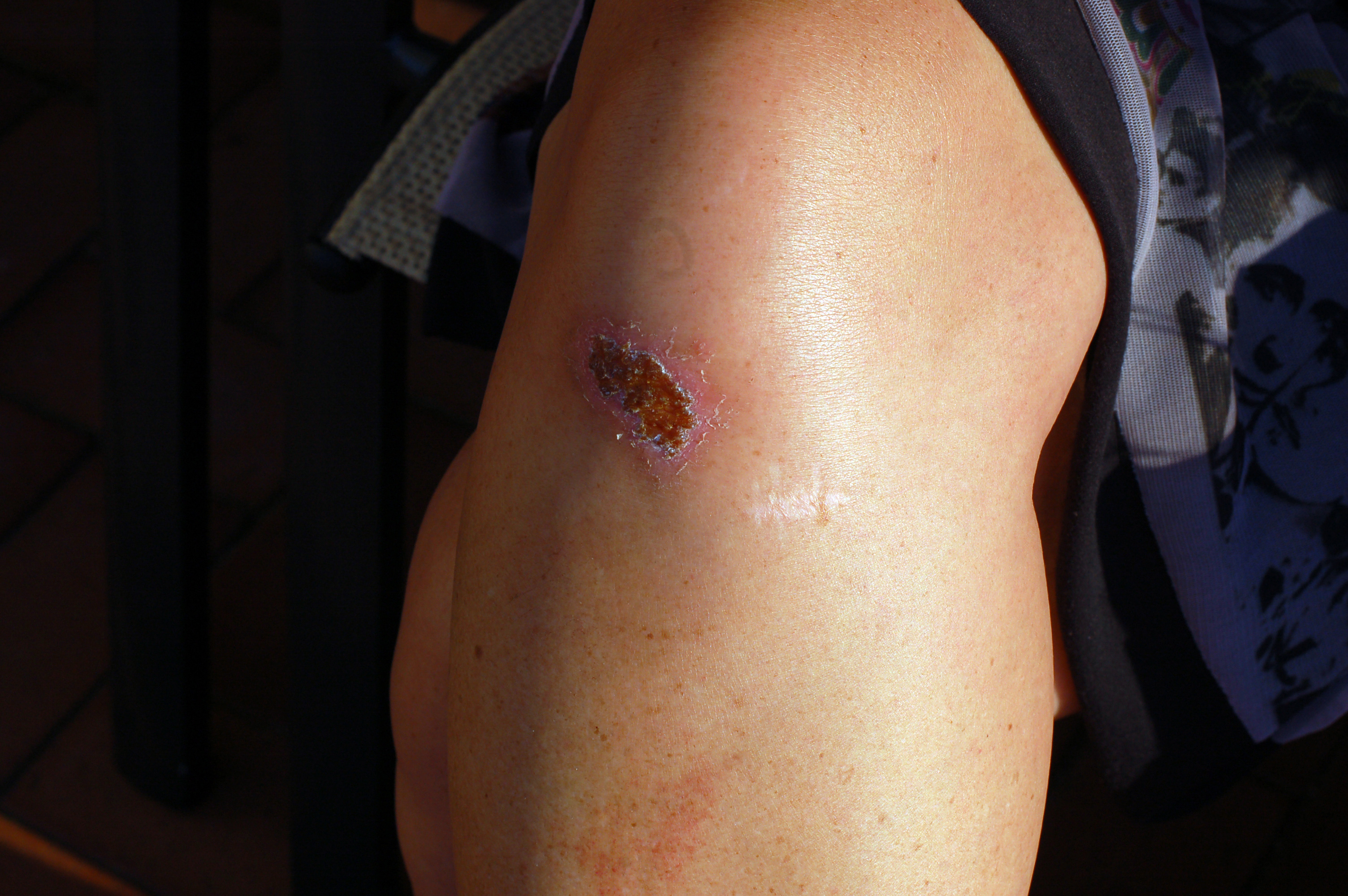

النَضْحَة أو النُّضَاحة أيُّ سائل مفلتر من الدورة الدموية إلى ورم أو مناطق الالتهاب. النضحة توجد في الحيوان والنبات أيضاً.
مكوناته تتضمن الماء والذابات الموجودة في الدورة الدموية كدم أو عُصَارَة. في حالة وجود الدم، النضحة سوف تحتوي على بروتينات البلازما وخلايا الدم البيضاء والصفائح الدموية وخلايا الدم الحمراء. في حالة النبات، يستخدم في حالة طرد الحشرات وإبعادها من النبات.
المخلوقات التي تتغذى على النضحة تسمى النضحات ومثال على ذلك الخفافيش التي تتغذى على الدم.

## الأنواع
- النضحة الصديدية وتتكون من البلازما مع خلايا محايدة (ميتة وحية)و فيبرينوجين وخلايا البارينشمال. هذا النوع يحدث عند الحالات شديدة العدوى.
- نضحة فيبرينية تتشكل من الفيبرينوجين والفيبرين. وتكون مميزة لالتهاب القلب الروماتويدي ولكن يتم مشاهدة أيضاً في حالة التهاب الحلق وذات الرئة البكتيري. الالتهاب الفيبريني يكون صعب العلاج بسبب أن الدم يكون موجود في النضحة ويملئ مساحة الفيبرين. عادةً، كميات كبيرة من المضادات الحيوية تكون ضرورية للعلاج.
- النضحة الكاتارية  تشاهد في الانف والحلق وتتميز بكمية كبيرة من المخاط.
- النضحة المصلي (وقد تسمى برَشْحَة) وتشاهد عادةً في حالة الالتهاب الخفيف مع وجود كمية قليلة من البروتين. يتكون من المصل وقد يشاهد في حالة مرض السل. (انظر إلى الجدول لترى الاختلافات)
- الورم أو خروج المادة السائلة نتيجة خلايا سرطانية ويصف السائل كنضحة.

## النضح والرشح
يوجد اختلاف كبير بين النضح والرشح. الرشح يكون بسبب اضطراب في الضغط الاسموزي للدم وليست بسبب الالتهاب. أما الرشح فلديه كمية قليلة من البروتينات مقارنة بالنضح. التمييز بينهما يكون بقياس الكثافة النوعية. الكثافة النوعية تستخدم لقياس كمية البروتينات في السائل. كلما كانت أعلى كلما زادت النفاذية للأوعية الدموية الرقيقة. على سبيل المثال، الكثافة النوعية للرشح عادةً ما تكون أقل من 1.012 وتكون كمية البروتين أقل من 2 ميلي جرام لكل 100 ميلليلتر. يستخدم اختبار ريفالتا للتفرقة بين الرشح والنضح. كما أن وجود اختلاف بين الرشحة والنضحة في النبات، ليس واضحاً.
|                                                     | الرَشْحَة                                            | النَضْحَة                               |
| --------------------------------------------------- | ------------------------------------------------- | ------------------------------------ |
| الأسباب الرَئيسية                                    | ↑ الضغط الهيدروستاتيكي وَ↓ الضغط التناضحي الغرواني | الالتهابات (زيادة النفاذية الوعائية) |
| المظهر                                              | صافي                                              | غائم                                 |
| الكثافة النوعية                                     | < 1.012                                           | > 1.020                              |
| المحتوى البروتيني                                   | < 2.5 غ/ديسيليتر                                  | > 2.9 غ/ديسيليتر                     |
| بروتينات المصل                                      | < 0.5                                             | > 0.5                                |
| فرق الالبومين بالمقارنة مع البومين الدم             | > 1.2 غ/ديسليتر                                   | < 1.2 غ/ديسيليتر                     |
| إنزيم نازع هيدروجين اللاكتات (الحد الأعلى في المَصل) | < 0.6 أو < 2/3                                    | > 0.6 أَو > 2/3                       |
| المحتوى الكوليسترولي                                | < 45 ملغرام/ديسيليتر                              | > 45 ملغرام/ديسيليتر                 |